# Хризоліна (підрід)
Хризоліна (Chrysolina) — підрід жуків роду Хризоліна (Chrysolina)  підродини хризомелін родини листоїдів.

## Види
- Chrysolina bankii (Fabricius, 1775)
- Chrysolina costalis (Olivier, 1807)
- Chrysolina fortunata (Wollaston, 1864)
- Chrysolina obsoleta (Brullé, 1838)
- Chrysolina staphylea (Linnaeus, 1758)
- Chrysolina wollastoni Bechyné, 1957